# Australisch-finnische Beziehungen
Bilaterale Beziehungen zwischen Australien und Finnland bestehen seit 1919. Diese Beziehungen waren von 1941 bis 1949, wegen des Zweiten Weltkriegs, unterbrochen. Heute besteht eine finnische Botschaft in Australien, mit einem Netzwerk von Konsulaten, die auch für den ozeanischen Raum zuständig ist. Die australische Botschaft in Schweden ist auch für Finnland zuständig.
Australische Bürger können sich im Schengenraum, also auch in Finnland, für 90 Tage visafrei aufhalten.

## Geschichte
Eine erste offizielle diplomatische Vertretung Finnlands in Australien wurde am 14. September 1919 errichtet, die auch für Neuseeland, Neuguinea und den ozeanischen Raum zuständig war. Im Dezember 1941 erklärte Großbritannien, das für die auswärtigen Angelegenheiten Australiens gegenüber Finnland damals zuständig war, die beiderseitigen diplomatischen Beziehungen für beendet und erklärte Finnland den Krieg. Finnland hatte damals den sogenannten Winterkrieg (1939–1940) gegen die Sowjetunion verloren, dabei hatte Finnland nach dem Friedensschluss mit der Sowjetunion erhebliche Gebiete verloren. Finnland versuchte zu diesem Zeitpunkt seine Gebiete militärisch wieder zurückzugewinnen. Damit stand Finnland im Krieg mit der Sowjetunion, die seinerzeit mit Großbritannien verbündet war. Großbritannien und Großbritannien/Australien kämpften gemeinsam gegen das Dritte Reich. Obwohl es über Jahre hinweg eine Kriegserklärung zwischen Finnland und Großbritannien/Australien gab, fiel zwischen den Kriegsparteien kein einziger Schuss. Nach dem Abschluss des Pariser Friedensvertrags wurden die Verbündeten Hitlers, darunter auch Finnland, wieder Mitglieder der Vereinten Nationen. Damit konnten die diplomatischen Beziehungen zwischen Australien und Finnland im Jahr 1949 wieder aufgenommen werden. Im gleichen Jahr wurde wieder ein finnisches Konsulat in Australien errichtet.

## Politische Beziehungen

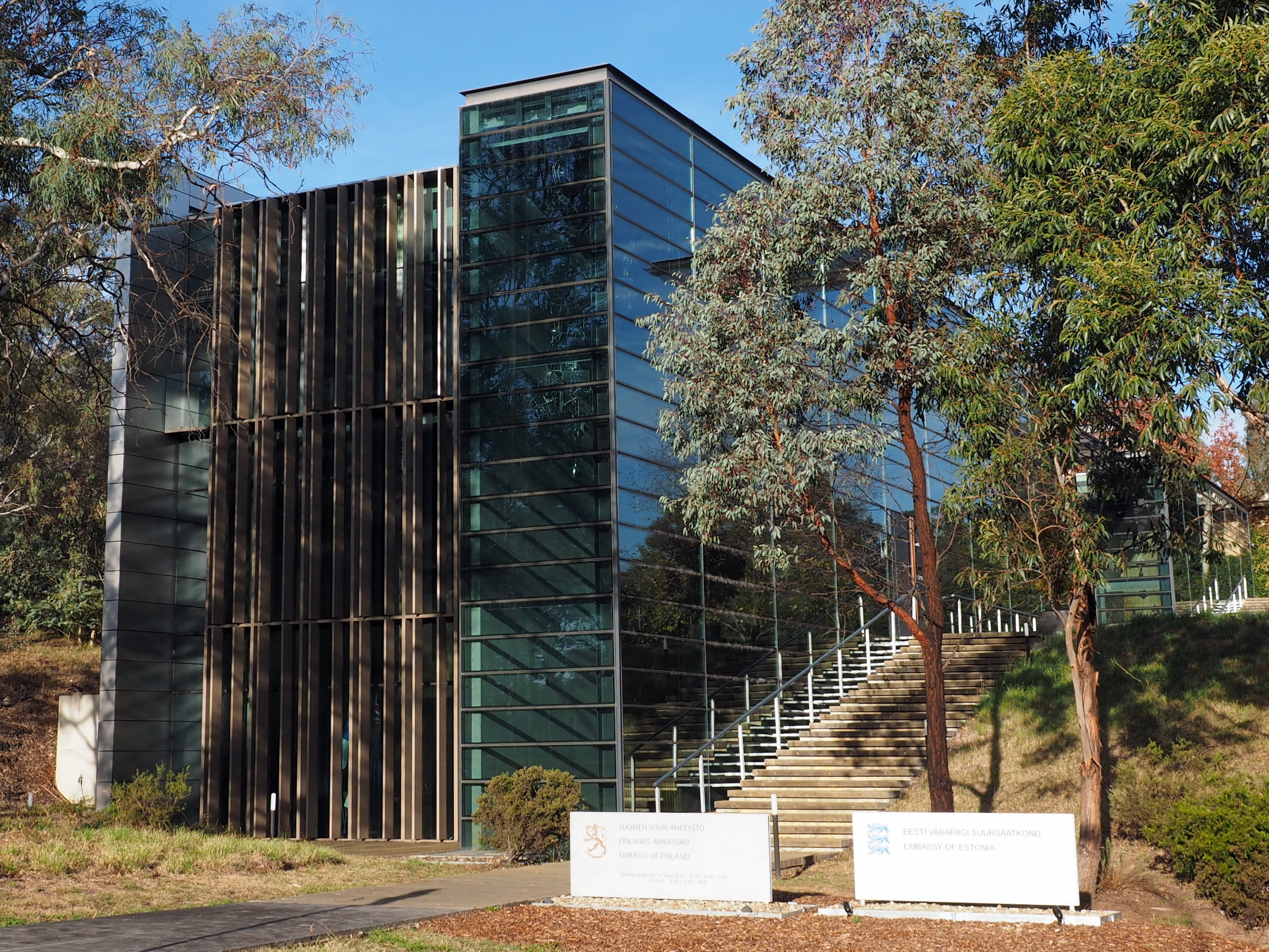
Gebäude der finnischen und estnischen Botschaft in Australien

Die australische Botschaft in Schweden ist auch zuständig für Finnland, wo sie eine Konsularische Vertretung in der finnischen Hauptstadt Helsinki betreibt.
Die finnische Botschaft in der Darwin Avenue Nr. 12 in Yarralumla, Canberra ist die einzige diplomatische Vertretung Finnlands im südpazifischen Raum. Sie ist zuständig für Australien, Neuseeland, Fidschi, Papua-Neuguinea, Samoa, Tonga, Vanuatu und für die Salomonen. Außerdem vertritt sie Finnland in den Staaten Nauru und Tuvalu sowie in Niue, Tokelau und den Cookinseln.
Honorarkonsulate von Finnland befinden sich in allen australischen Bundesstaaten. Es gibt sie in Sydney, Melbourne, Adelaide, Darwin, Hobart, Rochedale (einer Vorstadt von Brisbane), Peppermint Grove (einer Vorstadt von Perth) und Atherton in Queensland. Des Weiteren gibt es finnische Honorarkonsulate in Neuseeland, Fiji, Papua New Guinea, Samoa and Tonga.

### (Staats)besuche
Im Dezember 2013 besuchte der ehemalige europäische Beauftragte für europäischen Handel, Alexander Stubb, Australien. Im Januar 2016 besuchte der australische Umweltminister Greg Hunt Finnland, um über die Situation des Great Barrier Reefs zu sprechen. Im Februar 2016 besuchte Timo Soini Australien.

## Wirtschaftliche Beziehungen
Australische Exporte nach Finnland – hauptsächlich alkoholische Getränke, Plastikteile und Bauteile für Fahrzeuge – beliefen sich 2015 auf 36 Millionen australische Dollar, Importe aus Finnland – hauptsächlich Papier und Güterfahrzeuge – auf 724 Millionen. Der Handel zwischen Finnland und Australien, besonders die australischen Exporte, sinken.
Australien ist Finnlands 25-größtes Exportziel und 44-größte Importquelle. Finnland ist Australiens 46-größter Handelspartner.

Australische Exporte nach Finnland ab 1988 in Millionen AU$
Finnische Exporte nach Australien ab 1988 in Millionen AU$

Ungefähr 40 finnische Firmen haben einen Sitz in Australien und ungefähr 100 finnische Unternehmen haben australische Vertreter.

## Kulturelle Beziehungen
In Australien werden um die dreißigtausend Finnen vermutet, die hauptsächlich um die Städte Sydney, Brisbane, Canberra und Melbourne wohnen. Tatsächlich gaben aber nur 22.420 Personen an, finnischer Herkunft zu sein.

### Geschichte der australischen Finnen
Der erste Finne, der mit James Cook auf seiner Ersten Südseereise (1768–1771) bis an die Ostküste Australiens kam, war der Naturforscher Herman Dietrich Spöring (1733–1771). Seine Zeichnungen von der Reise sind Teil der Sammlung des British Museums in London. Ferner wurde eine Straße in Canberra nach Spöring benannt.
Die ersten finnischen Einwanderer kamen in den 1850er Jahren nach Australien, um Gold im Bundesstaat Victoria zu suchen. Die nächste Welle kam in den 1920er Jahren, um auf den Feldern der Zuckerrohrplantagen im nördlichen Queensland zu arbeiten. 
Eine weitere große Welle kam nach dem Zweiten Weltkrieg in den 1950er Jahren, da Australien Arbeitskräfte benötigte, vor allem zum Aufbau des großen Trinkwasser- und Stromversorgungsprojekts, dem Snowy-Mountains-System. Diese Einwanderung wurde damals von Australien finanziell gefördert.
In den 1970er Jahren ging die finnische Einwanderung stark zurück, und nur noch spezialisierte Arbeitskräfte wanderten, zumeist lediglich auf Zeit, nach Australien aus.